# Greg Tarzan Davis
Greg Tarzan Davis (New Orleans, 23 settembre 1993) è un attore statunitense.

## Biografia
Prima di intraprendere la carriera da attore, ha lavorato come insegnante di scuola elementare. Nel 2018 si trasferisce a Los Angeles per diventare attore. Prese il suo soprannome d'infanzia, "Tarzan", per via della sua forza e i suoi capelli lunghi, come parte del suo nome professionale.
Nel 2021 ha firmato un accordo con l'agenzia ICM Partners. Nello stesso anno, è stato scelto per il suo primo ruolo importante nella serie Grey's Anatomy.
Nel 2022 prende parte al film Top Gun: Maverick. Nel 2023 ha una parte nel film Mission: Impossible - Dead Reckoning, che riprende nel suo sequel nel 2025.

## Vita privata
Ha una formazione nelle arti marziali e detiene la cintura nera di secondo grado di Taekwondo.

## Filmografia parziale

### Cinema
- Il richiamo della foresta (The Call of the Wild), regia di Chris Sanders (2020)
- Top Gun: Maverick, regia di Joseph Kosinski (2022)
- Mission: Impossible - Dead Reckoning, regia di Christopher McQuarrie (2023)
- Mission: Impossible - The Final Reckoning, regia di Christopher McQuarrie (2025)

### Televisione
- Chicago P.D. – serie TV, un episodio (2017)
- Grand Hotel – serie TV, un episodio (2019)
- All Rise – serie TV, episodio 1x18 (2020)
- Good Trouble – serie TV, 3 episodi (2020-2021)
- Grey's Anatomy – serie TV, 11 episodi (2021-2022)

## Doppiatori italiani
Nelle versioni in italiano delle opere in cui ha recitato, Greg Tarzan Davis è stato doppiato da:
- Alessandro Campaiola in Top Gun: Maverick, Mission: Impossible - Dead Reckoning, Mission: Impossible - The Final Reckoning
- Davide Perino in All Rise
- Raffaele Proietti in Grey's Anatomy